# Historia de la República del Congo
La región actualmente ocupada por la República del Congo fue primero ocupada por los pigmeos, Congo fue más tarde colonizado por grupos bantúes que también ocuparon parte de las actuales Angola, Gabón y la República Democrática del Congo, formando la base de las afinidades y rivalidades étnicas entre aquellos estados. Varios reinos bantúes —notablemente los de los kongo, los loango, y los teke— unieron lazos comerciales que llevaron en la cuenca del río Congo. Los primeros contactos con los europeos llegaron en el siglo XV, y las relaciones comerciales fueron establecidas rápidamente con los reinos, comerciando esclavos capturados en el interior. El área costera fue una fuente principal para el comercio transatlántico de esclavos, y cuando ese comercio terminó a principios del siglo XIX, surgió el poder de los reinos bantúes.

## Época colonial
El territorio de la actual república cayó bajo soberanía francesa en los años 1880, convirtiéndose en colonia en 1891 con el nombre de Congo Francés y pasando a formar parte del África Ecuatorial Francesa después de la colonización de África. El desarrollo económico de sus primeros 50 años se centró en la explotación de los recursos naturales por parte de empresas privadas. Entre 1924 y 1934 se construyó el ferrocarril Congo-Océano (CFCO) a un considerable costo humano y financiero, abriendo el camino para el crecimiento del puerto de Pointe-Noire y los poblados a lo largo de esa ruta.
Durante la Segunda Guerra Mundial, la capital, Brazzaville, se convirtió en sede de la Francia libre entre 1940 y 1943. La Conferencia de Brazzaville de 1944 trajo un período de grandes reformas en las políticas coloniales francesas, que incluyeron la abolición del trabajo forzado, la extensión de la ciudadanía francesa a los súbditos coloniales, la descentralización de ciertos poderes y la elección de asambleas consejeras locales. El Congo se benefició de la expansión del gasto administrativo e infraestructural de posguerra, como consecuencia de su situación geográfica central dentro del África Ecuatorial Francesa y la capitalización federal de Brazzaville.
Las primeras elecciones municipales tuvieron lugar en 1956; El religioso Fulbert Youlou es elegido alcalde de Brazzaville y Stéphane Tchitchelle, alcalde de Pointe-Noire. La idea de la independencia ganó terreno, en particular, gracias a la influencia del matsouanismo, rama congoleña de la Iglesia, en los círculos políticos. 
Después de la aprobación de la Constitución de la V República francesa, en septiembre de 1958, la federación del África Ecuatorial Francesa fue disuelta. Sus cuatro ex-territorios se convirtieron en miembros autónomos de la Comunidad Francesa el 28 de noviembre de ese año. Entonces, el Congo Medio fue renombrado República del Congo. El territorio de Moyen-Congo se convierte en la República del Congo; está dotado de autonomía, pero no de independencia. El Congo decide entrar en la Comunidad y la Asamblea recién elegida transfiere la capital a Brazzaville.
Las rivalidades étnicas llevaron a violentas confrontaciones entre los partidos políticos congoleños emergentes, provocando el estallido de varios estallidos de violencia en 1959.

## Época independiente del Congo
Tras la independencia de la República del Congo, lograda el 15 de agosto de 1960, Fulbert Youlou se convirtió en el primer presidente, hasta que un motín de tres días provocado por sectores laboristas y rivales políticos franceses provocó su derrocamiento. El papel que Francia jugó en este golpe de Estado fue decisivo, ya que no les interesaba que un político africano luchara por lo que es suyo, proclamando la independencia en el país y devolviendo sus derechos al pueblo africano. De esta forma, el ejército tomó el poder brevemente e instaló un gobierno provisional civil encabezado por Alphonse Massamba-Débat, una figura que sin duda agradaba a los franceses, pues tenían un político títere al que poder manejar y con Fulbert Youlou ello era impensable.
De acuerdo a la Constitución de 1963, Massamba-Débat fue elegido presidente para un término de 5 años, pero su gobierno fue finiquitado abruptamente por un golpe militar en agosto de 1968. El capitán Marien Ngouabi, quien participó en el levantamiento, asumió la presidencia el 31 de diciembre de 1968.
Un año más tarde, Ngouabi proclamó al Congo como la primera «república popular» africana y anunció la decisión del Movimiento Nacional Revolucionario de cambiar su nombre por el de Partido Laborista Congolés (PCT, por su sigla en francés). En febrero de 1972 fue abortado un golpe de Estado organizado por Ange Diawara partidario del maoísmo y que tras el fracaso organizó con sus partidarios, muchos de ellos oficiales jóvenes del Ejército, una guerrilla que puso en dificultades al Gobierno, hasta que el 24 de abril de 1973 fue asaltado el campamento donde estaban los principales líderes que murieron en el combate. Sus cadáveres fueron expuestos en el estadio de deportes de la capital.
El 16 de marzo de 1977, Ngouabi fue asesinado. Un comité de 11 miembros del Comité Militar del Partido (CMP) fue nombrado para dirigir un gobierno interino encabezado por el coronel (luego general) Joachim Yhombi-Opango, designado presidente de la república.
Luego de décadas de política turbulenta y retórica marxista-leninista, y tras el colapso de la Unión Soviética, el Congo completó una transición a una democracia multipartidista con elecciones en agosto de 1992. El primer mandatario de ese momento, Denis Sassou-Nguesso, aceptó la derrota y el profesor Pascal Lissouba asumió la presidencia el 31 de agosto de 1992. Tras esas elecciones se produjo una guerra civil que se prolongó durante dos años.
Sin embargo, el 5 de junio de 1997, como consecuencia de las tensiones crecientes entre Lissouba y Nguesso a medida que se acercaba la fecha de las elecciones, previstas para julio, las fuerzas gubernamentales rodearon a este último, que ordenó a su milicia resistir. Así comenzó un conflicto de cuatro meses que causó gran destrucción en Brazzaville. A principios de octubre, tropas de Angola invadieron Congo para apoyar a Nguesso, y a mediados de ese mes Lissouba fue derrocado. Poco después, Sassou se autoproclamó nuevo presidente y nombró un gobierno de 33 miembros.
En enero de 1998, el régimen de Sassou convocó a un Foro Nacional por la Reconciliación para determinar la naturaleza y duración del período de "transición". El foro, fuertemente controlado por el gobierno, decidió la realización de elecciones en un plazo de tres años, eligió una legislatura consejera transitoria y anunció que una convención constitucional finalizaría un borrador constitucional.
Sin embargo, este proceso fue interrumpido más tarde ese año por el comienzo de enfrentamientos armados entre la oposición y el gobierno, que bloquearon la vital ruta económica Brazzaville-Pointe Noire y causaron muchas muertes y gran destrucción en el sur de la capital y en las regiones de Pool, Bouenza y Niari, desplazando a cientos de miles de personas. En 1999 las fuerzas rebeldes tenían 7500 a 10000 combatientes.
En noviembre y diciembre de 1999 el gobierno firmó acuerdos con representantes de varios grupos rebeldes, con la ayuda de la mediación del presidente de Gabón, Omar Bongo. Esos documentos establecieron la continuación de negociaciones inclusivas.

### SigloXXI
Nguesso venció en las elecciones de 2002 con casi el 90% de los votos. Sus dos rivales principales, Lissouba y Bernard Kolelas, fueron «persuadidos» para no presentarse y el único contendiente potencial restante, André Milongo, pidió a sus seguidores boicotear las elecciones y renunció a su candidatura.
En 2002 se aprobó una nueva Constitución que otorgó mayores poderes al presidente y prolongó el período de su mandato a siete años. La nueva carta magna también introdujo la bicameralidad en el Parlamento. El 30 de diciembre, veinte partidos políticos de oposición emitieron una declaración a través del portavoz Chistope Ngokaka diciendo que el gobierno de Sassou había comprado "armas y naves militares... bajo contratos firmados entre los funcionarios en Brazzaville y el gobierno en Beijing". Sassou fue reelegido para un período adicional de siete años en las próximas elecciones presidenciales en julio de 2009.
En 2015, Sassou cambió la constitución para presentarse a las elecciones de 2016. Ganó las elecciones que muchos consideraban fraudulentas. Después de violentas protestas en la capital, Sassou atacó la región de Pool, donde solían tener su base los rebeldes Ninja de la guerra civil, en lo que se creía que era una distracción. Esto condujo a un resurgimiento de los rebeldes Ninja que lanzaron ataques contra el ejército en abril de 2016, lo que llevó a 80.000 personas a huir de sus hogares. En diciembre de 2017 se firmó un acuerdo de alto el fuego.
En 2018 y debido a la violencia y conflictos recurrentes, todas las zonas del país se vieron afectadas por un gran incremento del índice de abuso sexual y violaciones, en su mayoría, siendo responsables los portadores de armas de fuego. Se hicieron campañas de concientización y apoyo a las víctimas de esta violencia.
El 23 de marzo de 2021, la comisión electoral anunció que Denis Sassou había nuevamente ganado con más del 88% de los votos. En octubre de 2021, Denis Sassou-Nguesso fue citado en el escándalo de los Papeles de Pandora. En julio de 2022, tras las elecciones parlamentarias, el poder siguió en manos del presidente, que se adjudicó 112 de los 152 diputados en extrañas circunstancias, debido a que los observadores aproximan la tasa de participación al 20%.